# Charles Marshall
Charles Richard Marshall (ur. 2 marca 1886 w St Germans, zm. 23 sierpnia 1947 w Plymouth) – brytyjski rugbysta, olimpijczyk, zdobywca srebrnego medalu w turnieju rugby union na Letnich Igrzyskach Olimpijskich w 1908 roku w Londynie.
Pracował jako stolarz w HMNB Devonport.

## Kariera sportowa
W trakcie kariery sportowej związany był z klubem Devonport Albion RFC, jego powojennym następcą Plymouth Albion RFC, a także został wybrany do drużyny hrabstwa. W 1908 roku z zespołem Kornwalii – ówczesnym mistrzem angielskich hrabstw wytypowanym przez Rugby Football Union na przedstawiciela Wielkiej Brytanii – zagrał w turnieju rugby union na Letnich Igrzyskach Olimpijskich 1908. W rozegranym 26 października 1908 roku na White City Stadium spotkaniu Brytyjczycy ulegli Australijczykom 3–32. Jako że był to jedyny mecz rozegrany podczas tych zawodów, oznaczało to zdobycie przez Brytyjczyków srebrnego medalu.